# James Temple-Gore-Langton, 9. Earl Temple of Stowe
James Grenville Temple-Gore-Langton, 9. Earl Temple of Stowe (* 11. September 1955) ist ein britischer Adliger.
Er ist der älteste Sohn von Walter Temple-Gore-Langton, 8. Earl Temple of Stowe (1924–2013) und dessen Gattin Zillah Ray Boxall (1925–1966). Beim Tod seines Vaters erbte am 17. September 2013 dessen Adelstitel Earl Temple of Stowe. Bis dahin hatte er seit 1988 als dessen voraussichtlicher Titelerbe (heir apparent) den erfundenen Höflichkeitstitel Lord Langton geführt.
Er ist seit 2008 mit Julie Christine Mainwaring verheiratet. Mit ihr hat er zwei Kinder, Rowan Caradoc Temple-Gore-Langton (* 1987) und Jenny Megan Temple-Gore-Langton (* 1990). Da er die Mutter seiner Kinder erst 2008 heiratete gilt insbesondere sein Sohn als unehelich, so dass statt seiner James’ Bruder Robert Temple-Gore-Langton (* 1957) der nächstberechtigte Erbe des Earlstitels ist.